# Province de Tosa
Tosa (土佐国, Tosa no kuni) est une ancienne province du Japon qui se trouvait dans l'actuelle préfecture de Kōchi sur l'île de Shikoku. La province était bordée par les provinces d'Iyo et d'Awa.

Carte des anciennes provinces du Japon avec Tosa mise en évidence.

La capitale de la province se situait près de la ville moderne de Nankoku. Pendant la période Sengoku, la province était dirigée par le clan Chosokabe qui l'unifia en 1575. Le clan en perdit le contrôle après la bataille de Sekigahara. Tosa fut ensuite confiée à Kazutoyo Yamauchi.
La province était assez pauvre et ressentait le manque d'un château puissant pour la protéger. Après Sekigahara, Kōchi devint la ville la plus importante de la région, grâce au château qu'y fit construire Kazutoyo Yamauchi (le château de Kōchi), ce qu'elle est encore aujourd'hui.